# Герб Крату
Ге́рб Кра́ту — офіційний символ містечка Крату, Португалія. Використовується як територіальний герб. У золотому щиті червоний замок із трьома баштами, срібними вікнами і брамами. Обабіч нього дві зелені оливкові гілки із золотими плодами. Замок стоїть на зеленій горі, перетятій трьома хвилястими смугами — срібною, синьою і срібною. На центральній башті висить срібний мальтійський хрест. Щит увінчує срібна мурована містечкова корона з чотирма вежами.  Під щитом біла стрічка, на якій великими літерами напис португальською: «vila de Crato» (містечко Крату).  Офіційно затверджений 28 лютого 1940 року.  

## Галерея

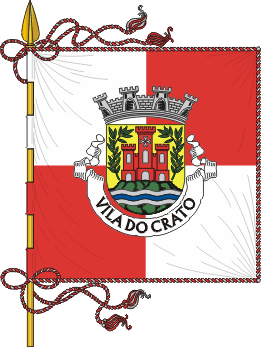
Прапор